# Pithovirus
Pithovirus es un género de virus gigante de la familia Pithoviridae. Fue descrito por primera vez en el 2014 después de que un espécimen Pithovirus sibericum fuera revivido del permafrost siberiano de 30 000 años de antigüedad.

## Descripción
Un espécimen de Pithovirus mide aproximadamente 1,5 µm de longitud y 0,5 µm de diámetro, convirtiéndolo en el virus más grande conocido hasta el momento. Es un 50% mayor que los pandoravirus, el anterior virus más grande conocido. Es incluso más grande que Ostreococcus el eucarionte de vida libre más pequeño. La especie tiene una pared ancha y oval con una apertura en un extremo. Internamente, su estructura se asemeja a un panal de abeja.
El genoma del Pithovirus contiene aproximadamente 500 genes distintos, más que el típico virus pero en un orden de magnitud menor que el encontrado en los pandoravirus. De este modo, su código genético está contenido de forma menos densa que en cualquier otro virus conocido. Dos tercios de sus proteínas son diferentes a las de otros virus. El Pithovirus se replica construyendo estructuras en el citoplasma del huésped, en vez del método típico de tomar su núcleo.
Una especie moderna del género, Pithovirus massiliensis, se aisló en 2016. Las características principales, como el orden de los ORF y los genes huérfanos (ORFan), están bien conservados entre las dos especies conocidas. 
Jean-Michel Claverie y Chantal Abergel, descubridores del virus, especulan que el Pithovirus pudo ser un resto de un gran grupo de parásito que atacaban formas de vida comunes en los inicios de la historia terrestre. El biólogo evolucionista Eske Willerslev dijo "las potenciales aplicaciones (del descubrimiento) para la teoría evolutiva y la salud son bastante sorprendentes."

## Descubrimiento
El Pithovirus sibericum fue descubierto en una muestra de 30.000 años de antigüedad del permafrost siberiano por Claverie y Abergel de la Universidad de Aix-Marseille. Fue encontrado cuando las muestras de la ribera recolectada en el 2000 fueron expuestas a amebas. Las amebas comenzaron a morir y cuando se examinó se encontró que contenían especímenes de virus gigantes. El nombre del género Pithovirus, una referencia a los grandes contenedores de almacenamientos de la antigua Grecia conocidos como pithos, fue elegido para describir a la nueva especie. Los autores dicen que tuvieron la idea de probar muestras de permafrost para encontrar nuevos virus tras leer sobre un experimento que revivió una semilla de edad similar, llamada Silene stenophyla, dos años antes. Los descubrimientos de Pithovirus fueron publicados en el Proceedings of the National Academy of Sciences en marzo de 2014.
Aunque el virus no es dañino para los humanos, su viabilidad tras permanecer congelados durante milenios ha aumentado las preocupaciones de que el cambio climático y las perforaciones en la tundra puedan provocar que se liberen virus mortales. Claverie y Abergal comentaron "Si aún hay allí (partículas virales) "viables", esta es una buena receta para el desastre". Sin embargo, el microbiólogo Edward Mocarski llamó a la posibilidad "extremadamente improbable a menos que el virus venga de un ser humano congelado".